# Barbus ruasae
Barbus ruasae är en fiskart som beskrevs av Pappenheim, 1914. Barbus ruasae ingår i släktet Barbus och familjen karpfiskar. IUCN kategoriserar arten globalt som akut hotad. Inga underarter finns listade.